# Mursko Središče
Mursko Središče (hrvaško Mursko Središće) je mesto na Hrvaškem in sedež istoimenske občine, ki spada pod Medžimursko županijo.

## Demografija
| Pregled števila prebivalcev po letih | Pregled števila prebivalcev po letih | Pregled števila prebivalcev po letih | Pregled števila prebivalcev po letih | Pregled števila prebivalcev po letih | Pregled števila prebivalcev po letih | Pregled števila prebivalcev po letih | Pregled števila prebivalcev po letih | Pregled števila prebivalcev po letih | Pregled števila prebivalcev po letih | Pregled števila prebivalcev po letih | Pregled števila prebivalcev po letih | Pregled števila prebivalcev po letih | Pregled števila prebivalcev po letih | Pregled števila prebivalcev po letih |
| ------------------------------------ | ------------------------------------ | ------------------------------------ | ------------------------------------ | ------------------------------------ | ------------------------------------ | ------------------------------------ | ------------------------------------ | ------------------------------------ | ------------------------------------ | ------------------------------------ | ------------------------------------ | ------------------------------------ | ------------------------------------ | ------------------------------------ |
| 1857                                 | 1869                                 | 1880                                 | 1890                                 | 1900                                 | 1910                                 | 1921                                 | 1931                                 | 1948                                 | 1953                                 | 1961                                 | 1971                                 | 1981                                 | 1991                                 | 2001                                 |
| 939                                  | 1009                                 | 1112                                 | 1240                                 | 1420                                 | 1474                                 | 1630                                 | 1707                                 | 1975                                 | 2241                                 | 2389                                 | 2691                                 | 2995                                 | 3331                                 | 3322                                 |

## Regionalno in čezmejno sodelovanje
Občina Mursko Središče sodeluje v čezmejnem projektu Mura Drava, s katerim se medsebojno povezujejo nekatere občine v Sloveniji in na Hrvaškem. Projekt ima svoj spletni portal Mura Drava TV.  